# Марта Сега
Марта Сега (пол. Marta Sęga; нар. 30 січня 1987, Польща) — польська футболістка, захисниця та півзаисниця. Виступала за національну збірну Польщі.

## Життєпис
Вихованка клубу «Теча» (Кетж/Козловкі). До 2009 року виступав за «Унію» (Ратибор). Разом з вище вказаною командою вигравала чемпіонат Польщі. З весняної частини сезону 2009/10 року виступала за «Мітех» (Живець). У 2011 році знову грала за «Унію» (Ратибор). З 2011 по 2012 рік виступала за німецький клуб «Меппен».
Виступала за національну збірну Польщі.